# Futurama (игра)
Futurama (рус. Футура́ма) — видеоигра по мотивам мультсериала «Футурама». Это приключенческий «боевик» на трёхмерном движке, включающий 22 уровня. Игра вышла в августе 2003 года на платформах PlayStation 2 и Xbox.

## Геймплей
Игра является смесью боевика и платформера. По мере развития сюжета, игрок управляет каждым из четырёх персонажей: Лила, Фрай, Бендер и Зойдберг. На уровнях Фрая игра — это, в основном, шутер, уровни Бендера ближе к платформеру, на уровнях Лилы происходят в основном сражения на близкой дистанции, а игра за Зойдберга представляет собой гонку с уклонением от препятствий.
На каждом уровне спрятано несколько Нибблеров; если их собрать, открываются бонусы, такие, как видеоклип или галерея.

## Сюжет
Игра начинается с того, что профессор Фарнсворт продает компанию «Planet Express» Маме — злодейскому магнату, который выступает в роли главного антагониста в сериале, — поскольку из-за его бесхозяйственности компания теряла так много денег. Как только продажа состоится, она в конечном итоге станет владельцем более 50 % Земли и поработит человечество. Фрай, Лила, Бендер и Профессор бегут с планеты, а Мама преследует их, поскольку ей нужен Фарнсворт, чтобы превратить Землю в гигантский военный корабль в сюжете, почти столь же запутанном, как и в The Simpsons Hit & Run. После захвата Фарнсворта она отправляет корабль «Planet Express» на солнце, не зная, что он на самом деле пригоден для жизни. Фрай, Лила и Бендер возвращаются в прошлое, чтобы предотвратить продажу, но умирают в процессе, и мама все равно покупает компанию, обрекая троих на бесконечную временную петлю.

## Разработка
Разработка игры началась до отмены сериала, но игра не была выпущена до тех пор, пока не был показан последний эпизод 4 сезона. Таким образом, игра была известна как своего рода «потерянный эпизод», поскольку она включает 28 минут новой анимации. Этот эпизод позже вышел под названием «Futurama: The Lost Adventure» на DVD-диске с фильмом Futurama: The Beast with a Billion Backs.
Над игрой работали многие из съемочной группы из серии Futurama . Мэтт Гроунинг был исполнительным разработчиком игры, а Дэвид X. Коэн руководил актёрами озвучивания. Этими актёрами озвучивания были оригинальные актёры из сериала: Билли Уэст, Кэти Сагал, Джон Ди Маджио, Тресс МакНил, Морис Ламарш и Дэвид Херман. Актёры Фил Ламарр и Лорен Том не были включены в игру по бюджетным причинам. Также аутентичности игре добавила оригинальная музыкальная композиция, предоставленная Кристофером Тингом, который также написал музыку к сериалу, и сценарист и продюсер « Футурамы» Дж. Стюарт Бернс, написавший оригинальную сюжетную линию для сюжета. Музыка во время финальных титров игры позже используется в четырёх фильмах Futurama прямо на DVD: в расширенном вступлении к Bender's Big Score и в изменённых версиях во время финальных титров следующих трех фильмов.
Планировалось выпустить версию для GameCube, но она была отменена из-за низких продаж консоли в США.

## Оценки
| Сводный рейтинг | Сводный рейтинг | Сводный рейтинг |
| Издание         | Оценка          | Оценка          |
| Издание         | PS2             | Xbox            |
| --------------- | --------------- | --------------- |
| GameRankings    | 62,79 %         | 59,91 %         |